# Gønge
Gønge (svensk: Göinge) er et område i det nordlige Skåne ved grænsen til Småland. Grænselandet mellem skov og kornslette i Gønge er meget skovrigt. Landskabet udgjorde frem til 1637 et herred, hvorefter der oprettedes Vester og Øster Gønge Herreder.
Under Svenskekrigene var Gønge centrum for de dansksindede snaphaner og friskytter som Mikkel Pedersen Gønge og Svend Poulsen Gønge. 